# Ramón Quiroga
Pour les articles homonymes, voir Quiroga.
Ramón Quiroga Arencibia, né le 23 juillet 1950 à Rosario en Argentine, est un joueur et entraîneur argentin de football, naturalisé péruvien, surnommé El Loco (« le fou »). 
Jouant au poste de gardien de but, il était considéré comme l'un des meilleurs de sa génération en Amérique latine.

## Biographie

### Carrière en équipe du Pérou
Il fut le gardien de but de la sélection péruvienne à 40 reprises et participa à deux phases finales de Coupe du monde, en 1978 et en 1982. Il était, notamment, le gardien titulaire lors de la première rencontre qui opposa les équipes nationales du Pérou et de la France, le 28 avril 1982. Sa carrière internationale prit fin le 3 novembre 1985, sur l'échec pour la qualification au Mundial 1986 de sa sélection nationale face au Chili.
On se souvient surtout de lui lors de la Coupe du monde 1978 en Argentine, lorsqu'il encaissa six buts lors de la défaite 6-0 du Pérou face à l'Argentine. Cette dernière, qui avait besoin d'une victoire par quatre buts d'écart, se qualifiait ainsi pour la finale en devançant le Brésil à la différence de buts. Dès lors, des soupçons de corruption virent le jour. On mit notamment en avant les origines argentines de Quiroga. Mais rien ne fut jamais prouvé sur un éventuel arrangement.

## Palmarès

### Palmarès de joueur

#### En Argentine
| Rosario Central - Championnat d'Argentine (1) : - Champion : 1971 (Nacional). |  | Independiente - Copa Interamericana (1) - Vainqueur : 1975. |

#### Au Pérou
| Sporting Cristal - Championnat du Pérou (3) : - Champion : 1972, 1979 et 1980. |  | Universitario de Deportes - Championnat du Pérou (1) : - Champion : 1985. |

### Palmarès d'entraîneur
Deportivo Aviación
- Championnat du Pérou D2 (1) :
  - Champion : 2000.